# Comuna Măreniceni, Putila
Măreniceni (în ucraineană Мариничі, transliterat: Marînîci) este o comună în raionul Putila, regiunea Cernăuți, Ucraina, formată din satele Biscău, Măreniceni (reședința) și Petrășeni.

## Demografie
Componența lingvistică a comunei Măreniceni
     Ucraineană (99,57%)
     Alte limbi (0,43%)
Conform recensământului din 2001, majoritatea populației comunei Măreniceni era vorbitoare de ucraineană (99,57%), existând în minoritate și vorbitori de alte limbi.